# Synema steckeri
Synema steckeri là một loài nhện trong họ Thomisidae.
Loài này thuộc chi Synema. Synema steckeri được Maria Dahl miêu tả năm 1907.